# وستون میلز (نیویورک)
وستون میلز (به انگلیسی: Weston Mills) یک منطقهٔ مسکونی در ایالات متحده آمریکا است که در شهرستان کاتاراگوس، نیویورک واقع شده‌است. وستون میلز ۱۷٫۵ کیلومتر مربع مساحت و ۱٬۴۷۲ نفر جمعیت دارد و ۴۴۶ متر بالاتر از سطح دریا واقع شده‌است.